# Sandgrube Pirgo
Die Sandgrube Pirgo ist ein Naturschutzgebiet in der niedersächsischen Stadt Friesoythe im Landkreis Cloppenburg.
Das Naturschutzgebiet mit dem Kennzeichen NSG WE 286 ist 1,6 Hektar groß. Es ist nahezu identisch mit dem gleichnamigen FFH-Gebiet. Das Gebiet steht seit dem 26. April 2018 unter Naturschutz. Zuständige untere Naturschutzbehörde ist der Landkreis Cloppenburg.
Das Naturschutzgebiet liegt nordöstlich von Friesoythe. Es stellt eine aufgelassene, mit Grundwasser vollgelaufene Sandgrube mit ihren Uferbereichen unter Schutz. Die Sandgrube ist zum größten Teil von Gehölzen umgeben. Teile der Uferzonen sind versumpft. Im Gewässer siedeln Froschkraut und Flutender Sellerie.
Das Naturschutzgebiet grenzt im Süden an ein Betriebsgelände. Im Südosten verläuft die Landesstraße 831.